# فرانچسکو تاهیرای
فرانچسکو تاهیرای (انگلیسی: Francesco Tahiraj؛ زادهٔ ۲۱ سپتامبر ۱۹۹۶) بازیکن فوتبال اهل آلبانی است.
از باشگاه‌هایی که در آن بازی کرده‌است می‌توان به باشگاه فوتبال یوونتوس و باشگاه فوتبال هایدوک اسپلیت اشاره کرد.
وی همچنین در تیم‌های ملی فوتبال Albania national under-17 football team و Albania national under-19 football team بازی کرده‌است.